# 2017年至2018年度香港政府財政預算案
《2017年至2018年度香港政府財政預算案》，是財政司司長陳茂波於2017年2月22日在立法會綜合大樓發表的香港政府財政預算案。

## 摘要
- 香港政府於2017至2018年度實際總收入：6124億港元
  - 利得稅　　：1390億元
  - 薪俸稅　　：619億元
  - 印花稅　　：927億元
  - 地價收入　：1636億元
  - 投資收入　：198億元
  - 其他收入　：1330億元
- 香港政府於2017至2018年度實際總支出：4744億港元
  - 基礎建設　：891億元
  - 教育　　　：875億元
  - 社會褔利　：805億元
  - 衛生　　　：700億元
  - 保安　　　：473億元
  - 環境及食物：233億元
  - 經濟　　　：180億元
  - 其他　　　：757億元
- 經常開支為3710億港元，較2016至2017年度增加7.4%

盈餘為1380億港元。財政儲備在二零一八年三月三十一日預計為10920億港元，另外房屋儲備金則達788億元

## 外部連結
- 2017年至2018年度香港政府財政預算案網頁